# Nero Multimedia Suite
Nero Multimedia Suite è una suite di programmi prodotti da Nero AG, tra cui il famoso software di masterizzazione Nero Burning ROM.
Nero Multimedia Suite integra il famoso programma di masterizzazione ed include tutti i programmi successivamente sviluppati attorno a questo software.

## Principali caratteristiche
- Masterizzazione CD e DVD
- Conversione file audio e video
- Creazione missaggi audio
- Creazione album fotografici
- Montaggi video
- Condivisione contenuti su dispositivi portatili
- Accesso ai propri file multimediali mediante telecomando
- Registrazione file audio
- Guardare video
- Guardare la TV tramite apparecchio apposito
- Conversione da nastro a cd tramite apparecchio apposito
- Conversione da lp a cd tramite apparecchio apposito

Nella suite sono raggruppate oltre venti applicazioni. Sono incluse applicazioni di packet writing con supporto Blu-ray Disc, elaborazione di audio multicanale, creazione di menu personalizzati e registrazione avanzata su DVD-Video. Durante l'installazione l'utente può scegliere quali applicazioni installare sul proprio sistema. L'interfaccia grafica completamente rinnovata rispetto alle precedenti versioni è frutto di numerosi miglioramenti ed innovazioni sia per ciò che riguarda direttamente l'estetica sia relativamente alle classiche funzioni del prodotto. È inoltre disponibile un completo supporto di masterizzazione ed elaborazione video per Blu-ray Disc e HD DVD.

## Versioni
A partire dalla versione 10, Nero è disponibile nelle versioni Classic o Platinum.
La versione Platinum include le seguenti funzioni aggiuntive:
- Registratore di musica, per registrare file MP3 da stazioni radio in tutto il mondo (da Nero 2016 in poi)
- Video editing in Ultra-HD (dalla versione 2014) e in HEVC (da Nero 2017 in poi)
- Ulteriori effetti di transizione per il video editing; nuovi modelli per la creazione di filmati e menu per i DVD-video
- Tecnologia SecurDisc 4.0 con crittografia 256-bit (da Nero 2017 in poi)
- Nuovi modelli per la creazione di filmati e menu
- Ripping e conversione di Blu-ray
- Riproduzione Blu-ray (non più disponibile da Nero 2016 in poi)

Versioni precedenti della Suite:
- Nero Premium (Nero Premium, Nero Premium Reloaded, Nero Premium Plus)  (fino alla versione 9)
- Nero Ultra Edition (Nero Ultra Edition, Nero Ultra Edition Enhanced) (fino alla versione 9)

- Nero Essentials (versione ridotta di Nero 7 data in dotazione con l'acquisto di un PC)
- Nero OEM (versione ridotta di Nero 6 data in dotazione con l'acquisto di un PC)
- Nero Burning Rom (versione ridotta di Nero 5 data in dotazione con l'acquisto di un PC)

Le versioni Essentials, OEM e Burning ROM hanno molte limitazioni rispetto alle versioni acquistate: 
- L'uso è consentito solo con il masterizzatore con cui è stata fornita;
- Nero Burning ROM è sostituito da Nero Express;
- Sono disponibili solo alcuni dei programmi inclusi nella suite e spesso in versione Essentials, Essentials SE o Oem
- Non è richiesta la registrazione;
- Non è disponibile il manuale d'uso;
- Non c'è diritto al supporto tecnico;
- Non sono inclusi i plug-in DVD-Video, Dolby Digital, MPEG-4/AAC.

Il prodotto può essere venduto anche in versione OEM gratuita fornita in omaggio con l'acquisto di un masterizzatore.
Dopo la versione 12, la suite è stata numerata in base agli anni. Quello che sarebbe stato "Nero 13" infatti è stato rinominato in Nero 2014, e negli anni successivi sono stati distribuiti Nero 2015, Nero 2016, Nero 2017 e Nero 2018.

## Programmi inclusi
I seguenti applicativi sono inclusi in Nero 2015:
Masterizzazione e copia dischi
- Nero Burning ROM
- Nero Express

Video editing e creazione di DVD video
- Nero Video

Conversione dati
- Nero Recode (include Nero Disc to Device)
- Nero MediaHome
- Nero Blu-ray Player (solo nella versione Platinum)

Backup e recupero dati
- Nero RescueAgent
- Nero BackItUp

Programmi inclusi in precedenti versioni della suite Nero
Applicazioni ancora scaricabili gratuitamente (incluse fino alla versione 11 della suite):
- Nero CoverDesigner
- Nero WaveEditor
- Nero SoundTrax [2]
- Nero InCD Reader 5 (consente di visualizzare i dischi creati con InCD su computer che non li supportano e che non hanno InCD installato)[3]
- Nero Infotool (fornisce informazioni sul masterizzatore e sul disco inserito)[3]

Applicazioni di fotoritocco dismesse:
- Nero PhotoSnap (inclusa fino alla versione 9)
- Nero PhotoSnap Viewer (inclusa fino alla versione 9)
- Nero Kwik Media (inclusa in Nero 10, 11 e 12, poi sostituita da Nero MediaHome)

Applicazioni per i file multimediali dismesse:
- Nero Vision (software di editing video e authoring DVD, sostituito da Nero Video)
- Nero ShowTime (lettore multimediale) (disponibile fino alla versione 9)
- Nero Live (visione e registrazione di programmi televisivi, simile a Windows Media Center) (disponibile in Nero 9)

Tool dismessi
- Nero BurnRights (consente di masterizzare agli utenti senza privilegi amministrativi) (inclusa fino alla versione 11)
- Nero DiscCopy (gadget per Windows Vista che consentiva di copiare rapidamente un CD/DVD) (inclusa fino alla versione 11)
- Nero DiscSpeed (fornisce informazioni sulla velocità del lettore/masterizzatore) (inclusa fino alla versione 11)
- Nero InCD (consente di utilizzare il CD/DVD come se fosse una chiavetta) (inclusa fino alla versione 8)
- Nero SecurDisk Viewer (parte della tecnologia SecurDisk, ora inclusa in Nero Burning ROM) [4]
- Nero Scout (programma che consentiva di indicizzare e catalogare tutti i file multimediali sul computer) (inclusa in Nero 7 e Nero 8)